# Tuxtla Gutiérrez
 (janvier 2011).
Si vous disposez d'ouvrages ou d'articles de référence ou si vous connaissez des sites web de qualité traitant du thème abordé ici, merci de compléter l'article en donnant les références utiles à sa vérifiabilité et en les liant à la section « Notes et références ».
Tuxtla Gutiérrez est une ville mexicaine, capitale de l'État de Chiapas. C'est la plus grande ville de l'état, en plus d'être le centre économique de la région. D'après le recensement, elle avait 553 278 habitants en 2010. À travers le XIXe siècle, la cité fut capitale de l'État trois fois, puis le devint de façon permanente en 1892.

## Géographie
La ville est située entre les coordonnées 16°38' et 16°51' de latitude nord, et par les coordonnées 93°02' et 94°15' de longitude ouest.
Elle est encadrée par : 
- les villes de San Fernando, d'Usumacinta et de Chiapa de Corzo au nord ;
- celle de Chiapa de Corzo à l'est ;
- celles de Suchiapa, et Ocozocoautla de Espinosa au sud ;
- celles de Berriozábal et Ocozocoautla de Espinosa à l'ouest.

Le Río Grijalva (aussi appelé Río Grande) forme la limite naturelle avec Chiapa de Corzo tandis que le Río Suchiapa forme l'autre limite naturelle avec la municipalité homonyme.
La municipalité comprend 84 localités dont 3 urbaines et 81 rurales.
Les localités urbaines sont :
- la ville de Tuxtla Gutiérrez : 16°45′N 93°07′O / 16.75, -93.117, et en moyenne 600 mètres d'altitude, sa superficie urbaine comprenant plus de 80 km2. Située à une distance de 650 km de Mexico en prenant les autoroutes nationales, la ville est cependant à plus de 1 080 km de la capitale en prenant le réseau de route fédérales sans péages. Les localités de Terán et de Plan de Ayala font partie de la zone urbaine de Tuxtla Gutiérrez ainsi que de la municipalité ;
- la ville de l'ejido Copoya : 16°42′50″N 93°07′10″O / 16.71389, -93.11944, 860 mètres d'altitude, à 4 km de distance de la ville de Tuxtla Gutiérrez ;
- la ville de l'ejido El Jobo : 16°42′11″N 93°06′24″O / 16.70306, -93.10667, 880 mètres d'altitude, à 5 km de distance de la ville de Tuxtla Gutiérrez.

Les localités rurales sont : Emiliano Zapata, La Libertad, Tierra Colorada, Lacandón, San Juan, Julio César Ruiz Ferro Segunda sección, San Vicente El Alto, le reste étant des propriétés rurales.

## Climat
Le climat à Tuxtla Gutierrez est chaud et humide lors des pluies d'été. La température moyenne à l'année est de 25,4 °C. La saison chaude est de mi-février à septembre. Le moment le plus chaud de l'année est d'avril à la seconde semaine de mai, tandis que le plus froid est en décembre lorsque la température descend jusqu'à 12 °C. La pluviométrie oscille en moyenne à 900 millimètres par an. La période de pluie est de mai à la seconde semaine d'octobre, cependant les mois les plus pluvieux sont juin et septembre. En septembre et octobre, les pluies sont surtout dues à la période des ouragans, qui ne passent pas loin de la ville sans toutefois l'affecter notablement. 
| Mois                                             | Jan | Fev | Mar | Avr | Mai | Jui | Jui | Aou | Sep | Oct | Nov | Dec | Année |
| ------------------------------------------------ | --- | --- | --- | --- | --- | --- | --- | --- | --- | --- | --- | --- | ----- |
| Températures maximales (°C)                      | 29  | 31  | 34  | 36  | 36  | 33  | 32  | 32  | 31  | 31  | 31  | 30  | 32    |
| Températures minimales (°C)                      | 15  | 16  | 18  | 20  | 22  | 21  | 20  | 20  | 20  | 19  | 18  | 16  | 18    |
| Précipitations moyennes (mm)                     | 0.8 | 2,7 | 3,5 | 13  | 80  | 208 | 161 | 191 | 193 | 45  | 17  | 3,2 | 921   |
| Source : SMN : Service de météorologie nationale |     |     |     |     |     |     |     |     |     |     |     |     |       |

À noter : l'année 2010 est la deuxième année la plus pluvieuse depuis 1941.
- Température maximale enregistrée : 44 °C (1988)
- Température minimale enregistrée : 7 °C (2010)

## Histoire
Tuxtla Gutiérrez fut fondée par les indiens zoque qui lui donnèrent le nom de « Coyatoc » (endroit, maison ou terre des lapins). 
Entre 1486 et 1505, les Aztèques envahirent la région, détruisirent Coyatoc en la remplaçant par Tuchtlán.
Durant le colonialisme espagnol, la région de Tuxlta était un lieu de repos ainsi que le point de convergence des commerçants qui provenaient de Oaxaca, Veracruz, Tabasco, Campeche ainsi que du Guatemala.
En 1693, les Zoques se sont mutinés et assassinèrent le maire et le gouverneur, pour se venger d'abus d'autorité.
Le 19 juin 1768, le Chiapas se divise en deux municipalités majeures : celle de Tuxtla pour la partie zoque et chiapa, et de Ciudad Real (actuellement San Cristobal de las casas).
Le 29 octobre 1813, Tuxlta est définie officiellement comme une ville. Le 1er janvier 1821 prend ses quartiers le premier maire constitutionnel de Tuxtla. 
Le 9 février 1834, le gouverneur  Joaquín Miguel Gutiérrez la consacra, pour la première fois, capitale du Chiapas. Mais San Cristobal reprit ce titre en 1835.  
En l'honneur de Don Joaquín Miguel Gutiérrez, Tuxlta devient Tuxtla Gutiérrez le 31 mai 1848.
Pendant une période de trois ans, elle redevint capitale du Chiapas entre 1858 et 1861. Puis entre 1864 et 1867, Tuxtla est capitale pour la troisième fois. Elle s'assure enfin définitivement ce titre en 1892.
En 1911, les habitants de San Cristóbal de Las Casas alliés au Chamulas se soulevèrent pour récupérer les pouvoirs, mais ne réussirent pas. 
Durant les années 1940 et avec la construction de la route panaméricaine, les communications vers la ville de Mexico furent facilitées, ainsi que les relations et le commerce interne. En conséquence, la prospérité politique et économique de Tuxlta fut assurée. La ville s'urbanisa énormément pendant la décennie 1950-1960.

## Gouvernement
Le maire de la ville est Jaime Valls Esponda (2008-2010), élu par élection directe, pour une période de 3 ans sans rééléction possible.

## Démographie
| Année     | 1950   | 1960   | 1970   | 1980    | 1990    | 1995    | 2000    | 2005    | 2010    |
| --------- | ------ | ------ | ------ | ------- | ------- | ------- | ------- | ------- | ------- |
| Habitants | 31 137 | 44 979 | 70 999 | 166 476 | 295 608 | 386 135 | 434 143 | 503 320 | 553 278 |

## Toponymie
Tuxtla dérive de Tuchtlán, lui-même dérivant du náhuatl Tochtli, ce qui signifie lapin en français.

## Tourisme
L'impressionnant Canyon du Sumidero se trouve à proximité de la ville. 
La ville de  Chiapa de Corzo est située juste à côté de Tuxlta. 
Enfin, les cascades de Chiflón sont à une heure de voiture.  
Le musée de la ville Tuxtla Gutiérrez est un espace culturel dont le mandat est de valoriser les coutumes, traditions, le mode de vie et l'histoire des Tuxtlecos. Le musée présente diverses manifestations culturelles et le développement historique de la ville, de sa fondation à nos jours. Il s'agit également d'un lieu qui promeut et diffuse les expressions artistiques et créatives contemporaines de la capitale du Chiapas.   